# The Intruder (film, 1962)
Pour les articles homonymes, voir Intruders.
Pour plus de détails, voir Fiche technique et Distribution.
The Intruder, sorti initialement en France sous le titre L'Intrus, est un film américain de Roger Corman, sorti en 1962.

## Synopsis
Un homme en complet blanc arrive dans une ville du sud des États-Unis au moment où viennent d’être votées les lois sur l’intégration, permettant à des enfants noirs de fréquenter les mêmes écoles que les enfants blancs. Il se présente comme un réformateur social. Mais, en réalité, la seule chose qu’il recherche est semer le trouble. Il y parvient, mais finit par perdre le contrôle de la situation. Un journaliste s'oppose à lui, mais il fait chanter sa fille pour la contraindre à dire qu'elle a été violée par un jeune noir. Alors qu'il risque d'être lynché, la vérité éclate.

## Tournage et réception du film
En cohérence avec ses opinions politiques, Corman tourne ce film dans le Missouri, où la population réagit négativement quand elle découvre le véritable scénario. Le personnage principal encourage les habitants d’une petite ville du Sud à s’opposer à l’intégration des élèves noirs dans les écoles jusqu'ici réservées aux Blancs. Pour le critique de cinéma du Monde Jean-François Rauger, Corman dépeint subtilement le racisme « comme un affect qui n’est pas perçu comme extraordinaire mais dont l’existence même semble absolument naturelle à qui l’éprouve. La plupart des citoyens racistes ne sont pas ici des monstres, mais de très ordinaires individus. La fin du film, par surcroît, bien loin de souligner la permanence funeste du sentiment raciste, imprime le déclin de la forme qu’il aurait connue jusqu’ici. Comme une preuve des vertus lentes de la fin de la ségrégation. » La diffusion du film est entravée par diverses censures qui en font le seul échec commercial de Corman.
Le film ressort en version restaurée en 2018. À cette occasion, le critique de Télérama Jérémie Couston estime que « fidèle à ses idéaux contestataires et à sa sympathie pour les marginaux, Roger Corman a réussi un film politique de haute volée. Le scénario, signé Charles Beaumont, est un modèle du genre (...) La caméra, placée dans des angles impossibles, comme souvent chez Corman, scrute des personnages extrêmement bien écrits, avec une fêlure et des réactions inattendues. Jamais tout noir ou tout blanc. Du grand art ».

## Fiche technique
- Titre français : The Intruder ou L'Intrus[4]
- Titre original : The Intruder
- Réalisation : Roger Corman
- Scénario : Charles Beaumont, d’après son roman
- Production : Roger Corman et Gene Corman, pour Roger Corman Productions
- Musique : Herman Stein
- Photographie : Taylor Byars
- Montage : Ronald Sinclair
- Pays d'origine : États-Unis
- Langues : anglais
- Format : Noir et Blanc - 1,85:1 - Mono
- Genre : Drame, Thriller
- Durée : 84 minutes
- Dates de sortie :
  - États-Unis : 14 mai 1962
  - France : 18 septembre 1965[4]

## Distribution
- William Shatner  (vf : Patrick Béthune) : Adam Cramer
- Frank Maxwell : Tom McDaniel
- Beverly Lunsford : Ella McDaniel
- Robert Emhardt : Verne Shipman
- Leo Gordon : Sam Griffin
- Charles Barnes : Joey Greene
- Charles Beaumont : Mr. Paton
- Katherine Smith : Ruth McDaniel
- George Clayton Johnson : Phil West
- William F. Nolan : Bart Carey
- Jeanne Cooper : Vi Griffin

## Sortie vidéo
Le film sort en DVD et Blu-ray le 10 avril 2019, édité par Carlotta.

### Vidéographie
- zone 2 : The Intruder, Bach Films « collection Les Chefs-d'œuvre du film noir », [2005],  (EAN 3-760054-369184).